# Нослин, Тиджани
Тиджани Нослин (нидерл. Tijjani Noslin; род. 7 июля 1999, Амстердам) — нидерландский футболист, нападающий итальянского клуба «Лацио».

## Клубная карьера
Нослин — воспитанник клубов «АСВ Арсенал», «Бёйтенвелдерт», «Свифт», «Ден Босх», «Росмален», «Рода 23», «Твенте» и «УСВ Херкюле». В 2019 году он дебютировал за основной состав последних. В 2020 году Тиджани покинул команду и недолго выступал за ДХС и числился в ТОП Осс. Летом 2021 года Нослин подписал контракт на 3 года с ситтардской «Фортуной». 18 сентября в матче против «Херенвена» он дебютировал в Эредивизи. В поединке против «Виллема» Тиджани забил свой первый гол за «Фортуну».
В начале 2024 года Нослин перешёл в итальянскую «Эллас Верона». Сумма трансфера составила 3 млн. евро. 28 января в матче против «Фрозиноне» он дебютировал в итальянской Серии A. 17 февраля в поединке против «Ювентуса» Тиджани забил свой первый гол за «Эллас Верона».